# Liste der Monuments historiques in Donnement
Die Liste der Monuments historiques in Donnement führt die Monuments historiques in der französischen Gemeinde Donnement auf.

## Liste der Immobilien
| Bezeichnung     | Beschreibung           | Standort               | Kennzeichnung | Schutzstatus | Datum | Bild           |
| --------------- | ---------------------- | ---------------------- | ------------- | ------------ | ----- | -------------- |
| Kirche St-Amand | ab dem 12. Jahrhundert | Rue Saint-Amand (Lage) | PA00078100    | Inscrit      | 1987  | weitere Bilder |

## Liste der Objekte
| Bezeichnung              | Beschreibung                  | Standort                      | Kennzeichnung | Schutzstatus | Datum | Bild |
| ------------------------ | ----------------------------- | ----------------------------- | ------------- | ------------ | ----- | ---- |
| Kruzifix                 | Holz, farbig gefasst, um 1600 | in der Kirche St-Amand (Lage) | PM10003697    | Inscrit      | 1985  |      |
| Relief Kreuzigungsgruppe | Kalkstein, 14. Jahrhundert    | in der Kirche St-Amand (Lage) | PM10003444    | Classé       | 1995  |      |
| Kirchenfenster           | aus dem 16. Jahrhundert       | in der Kirche St-Amand (Lage) | PM10000724    | Classé       | 1913  |      |